# Wig Wam
Wig Wam es un grupo de glam metal noruego. Su música se basa en el estilo del hard rock de los 80, similar a bandas como Europe, Bon Jovi o Kiss.

## Orígenes e historia

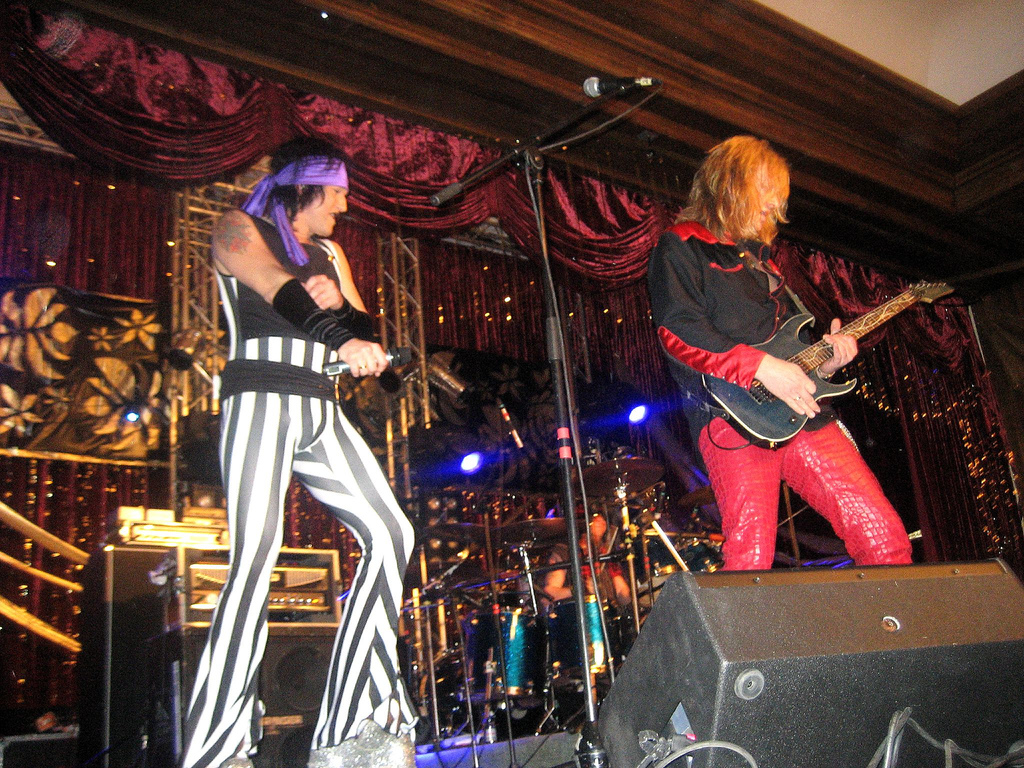
Sin duda, su estilo es un buen balance entre Hard Rock y Glam.

Wig Wam son de Noruega, del condado de Østfold principalmente. Se fundaron en 2001. Sus miembros ya estaban en el mundo de la música antes de formarse el grupo, con bandas como Dream Police, Artch, Sha-Boom, Ole Evenrud y Alien, o como músicos solistas. 
El grupo luchó por conseguir los puestos más altos en las listas top nacionales, dando numerosas actuaciones en directo por todo el país. Pronto se convertirían en una de las bandas de directo más populares de Noruega. Sus fanes son conocidos como Wig Wamaniacos (Wig Wamaniacs en inglés).
En 2014 anunciaron su separación.

## Melodi Grand Prix
En el año 2004 se presentan al MGP debutando en TV con la canción "Crazy things", quedan en una 3 posición y les abre el camino para el año siguiente.
En 2005 el grupo se presenta al Melodi Grand Prix donde cosigue la victoria y la opción de representar a su país en Eurovision Song Contest 2005 con la canción "In My Dreams".

## Festival de Eurovisión
Tras ganar el Melodi Grand Prix, el grupo se dirige a Kiev para representar a Noruega en el Festival de la Canción de Eurovisión 2005. Una vez allí a pesar de no salir como favoritos el grupo consigue pasar a la final quedando en la 6.ª posición en la semifinal. En la final quedaron en la 9.ª posición. La victoria fue para Grecia con la canción "My Number One".

## Reunión
En octubre de 2020 la banda se reúne con su formación original presentado su nuevo sencillo "Never Say Die" y anunciando su participación en el festival Tons Of Rock en Oslo en 2021.

## Peacemaker (Serie)
En enero de 2022, la banda tuvo un repunte en su reconocimiento, gracias a que su canción de 2010 "Do You Wanna Taste It" fuese empleada como tema principal de la serie dirigida por James Gunn, Peacemaker.

## Componentes
Wig Wam está compuesto por cuatro miembros:
- Glam (Åge Sten Nilsen) — voz
- Teeny (Trond Holter) — guitarra eléctrica
- Flash (Bernt Jansen) — bajo
- Sporty (Øystein Andersen) — batería

| Predecesor: Knut Anders Sørum con "High" | Noruega en el Festival de Eurovisión 2005 | Sucesor: Christine Guldbrandsen con "Alvedansen" |